# Belippo milloti
Belippo milloti är en spindelart som först beskrevs av Roger de Lessert 1942.  Belippo milloti ingår i släktet Belippo och familjen hoppspindlar. Inga underarter finns listade.